# Revolveraš
Revolveraš (eng. gunfighter ili gunslinger; šp. pistolero), naziv za američke kauboje, trapere, kockare, odmetnike, lovce i lovce na ucjene koji su bili izuzetno vješti u potezanju i preciznom pucanju iz revolvera ili puške. Često su bili profesionalni plaćenici koji su dobivali novac za uslugu zaštite ili su bili unajmljivani za nasilno riješavanje sporova sa supranicima svog poslodavca, a veliki broj revolveraša bio je i među odmetnicima i čuvarima zakona. Bili su rasprostrajeni na teritoriji Divljeg zapada u kasnom 19. i ranom 20. stoljeću te su imali zloglasnu reputaciju zbog sudjelovanja u pucnjavama i dvobojima.
Lik revolveraša je s vremenom postao legendarna ikona u američkoj književnosti, westernima, televizijskim serijama i videoigrama.
U stvarnosti nekadašnjeg Divljeg zapada bilo je vrlo malo zabilježenih revolveraških dvoboja koji su osobito isticani i popularizirani u westernima i književnim djelima te tematike. Većinom su revolveraški obračuni bili nagli, nasilni i iznenadni te su nastajali u okvirima sukoba oko kartaške igre, teritorija, izvora vode i vezano uz međuobiteljske sukobe. Pojedini revolveraši stekli su široko rasprostranjenu slavu dodatnom promocijom svojih podviga u novinama ili literarnim obradama, poput primjerice Wyatta Earpa (1848.-1929.) i Divljeg Billa Hickoka (1837.-1876.). Drugi su bili odmetnici koji su u kratkom vremenu stekli zloglasnu reputaciju pljačkom i likvidiranjem većeg broja osoba, poput Billyja Kida (1859.-1881.), Johna Wesleyja Hardina (1853.-1895.) i Doca Hollidayja (1851.-1887.).

## Vanjske poveznice
|  | Zajednički poslužitelj ima još gradiva o temi Gunslingers |